# Ukrán karbovanec
Az ukrán karbovanec (ukránul: карбованець), többesszáma: карбованці (karbovanci) 2–4 darabnál, карбованців (karbovanciv) 5 vagy több darabnál, másnéven kupon (купон), többesszáma: купони (kuponu) Ukrajna fizetőeszköze volt a 20. században háromszor is: 1918 és 1921, 1942 és 1945, valamint 1990 és 1996 között. 1996-ban felváltotta a hrivnya.

## Első karbovanec (1918–1921)[1]
Az 1917-es felszabadítási kísérletek alkalmából egy új ukrán fizetőeszköz bevezetése az új ukrán állam létrejöttét segítette. 1917. december 22-én a Központi Tanács ki adott egy törvényt, miszerint az Orosz Nemzeti Bank kijevi telepét az Ukrán Nemzeti Bankká alakítsák át. A bank első igazgatója Mihajlo Kriveckij volt. Ő írta alá az első önálló ukrán pénzdarabot, egy 100 rubel értékű államjegyet, amelyet 1918. január 5-én adtak ki. Értéke 17,424 darab aranyat ért, amely körülbelül 0,767 g-nak felel meg. A bankjegyet Heorhij Narbut tervezte. 1918. március 1-én a Központi Tanács egy új pénzegységet vezetett be: a hrivnyát, amely 100 shagot és 1/2 karbovanect ért. Pavlo Szkoropadszkij hetman ez év áprilisában lépett hatalomra, visszavezette a karbovanect, amely 200 shagot ért. Ekörülről kerültek elő 10, 25, 50, 100, 250, 500 és 1000 karbovanec értékű bankjegyek tervrajzai. 1918 decemberében hatalomváltás történt Ukrajnában. A 10-50 shag értékű "bankjegyek" inkább hasonlítottak bélyegekre, mint valódi bankjegyekre. A hátuljukon a következő felirat áll: Ходить нарівні з дзвінкою монетою, melynek jelentése: fémpénzekkel együtt van forgalomban.
| 1918-1920-as sorozat            | 1918-1920-as sorozat      | 1918-1920-as sorozat      | 1918-1920-as sorozat      | 1918-1920-as sorozat      | 1918-1920-as sorozat      | 1918-1920-as sorozat      |
| Kép                             | Kép                       | Névérték                  | Érték                     | Érték                     | Érték                     | Nyomtatási évek           |
| Előlap                          | Hátlap                    | Névérték                  | Karbovanec                | Hrivnya                   | Shag                      | Nyomtatási évek           |
| Shag névértékű bankjegyek       | Shag névértékű bankjegyek | Shag névértékű bankjegyek | Shag névértékű bankjegyek | Shag névértékű bankjegyek | Shag névértékű bankjegyek | Shag névértékű bankjegyek |
| ------------------------------- | ------------------------- | ------------------------- | ------------------------- | ------------------------- | ------------------------- | ------------------------- |
|                                 |                           | 10 shag                   | 0,05                      | 0,1                       | 10                        | 1918                      |
|                                 | 20 shag                   | 0,1                       | 0,2                       | 20                        |                           | 1918                      |
|                                 | 30 shag                   | 0,15                      | 0,3                       | 30                        |                           | 1918                      |
|                                 | 40 shag                   | 0,2                       | 0,4                       | 40                        |                           | 1918                      |
|                                 | 50 shag                   | 0,25                      | 0,5                       | 50                        |                           | 1918                      |
|                                 |                           | 90 shag                   | 0,45                      | 0,9                       | 90                        | 1918                      |
|                                 |                           | 1 hrivnya 80 shag         | 0,9                       | 1,8                       | 180                       | 1918                      |
|                                 |                           | 3 hrivnya 60 shag         | 1,8                       | 3,6                       | 360                       | 1918                      |
| Hrivnya névértékű bankjegyek    |                           |                           |                           |                           |                           |                           |
|                                 |                           | 2 hrivnya                 | 1                         | 2                         | 200                       | 1918                      |
|                                 |                           | 10 hrivnya                | 5                         | 10                        | 1000                      | 1918                      |
|                                 |                           | 50 hrivnya                | 25                        | 50                        | 5000                      | 1918                      |
|                                 |                           | 50 hrivnya                | 25                        | 50                        | 5000                      | 1920                      |
|                                 |                           | 100 hrivnya               | 50                        | 100                       | 10 000                    | 1918                      |
|                                 |                           | 100 hrivnya               | 50                        | 100                       | 10 000                    | 1918                      |
|                                 |                           | 200 hrivnya               | 100                       | 200                       | 20 000                    | 1918                      |
|                                 |                           | 500 hrivnya               | 250                       | 500                       | 50 000                    | 1918                      |
|                                 |                           | 1000 hrivnya              | 500                       | 1000                      | 100 000                   | 1918                      |
|                                 |                           | 1000 hrivnya              | 500                       | 1000                      | 100 000                   | 1918                      |
|                                 |                           | 1000 hrivnya              | 500                       | 1000                      | 100 000                   | 1920                      |
|                                 |                           | 2000 hrivnya              | 1000                      | 2000                      | 200 000                   | 1918                      |
| Karbovanec névértékű bankjegyek |                           |                           |                           |                           |                           |                           |
|                                 |                           | 10 karbovanec             | 10                        | 20                        | 2000                      | 1919                      |
|                                 |                           | 25 karbovanec             | 25                        | 50                        | 5000                      | 1918                      |
|                                 |                           | 25 karbovanec             | 25                        | 50                        | 5000                      | 1919                      |
|                                 |                           | 50 karbovanec             | 50                        | 100                       | 10 000                    | 1918-1920                 |
|                                 |                           | 100 karbovanec            | 100                       | 200                       | 20 000                    | 1917                      |
|                                 |                           | 100 karbovanec            | 100                       | 200                       | 20 000                    | 1918                      |
|                                 |                           | 250 karbovanec            | 250                       | 500                       | 50 000                    |                           |
|                                 |                           | 1000 karbovanec           | 1000                      | 2000                      | 200 000                   |                           |

## Második karbovanec (1942–1945)
A második világháború alatt a német megszálló kormány (Reichskommissariat Ukraine) által kiadott bankjegyek karbovanecben voltak denominálva (németül karbowanez). A karbovanec 1:1 arányban helyettesítette a szovjet rubelt 1942 és 1945 között. Egy karbovanec 10 birodalmi márkát ért.
| 1941–1944-es sorozat | 1941–1944-es sorozat | 1941–1944-es sorozat | 1941–1944-es sorozat |
| Kép                  | Kép                  | Érték                | Fő szín              |
| Előlap               | Hátlap               | Érték                | Fő szín              |
| -------------------- | -------------------- | -------------------- | -------------------- |
|                      |                      | 1                    | barna                |
|                      |                      | 2                    | barna                |
|                      |                      | 5                    | barna                |
|                      |                      | 10                   | barna                |
|                      |                      | 20                   | barna                |
|                      |                      | 50                   | barna                |
|                      |                      | 100                  | barna                |
|                      |                      | 200                  | barna                |
|                      |                      | 500                  | barna                |

## Harmadik karbovanec (1990–1996)
1990-ben, a szovjetunió szétesésével az Ukrán SZSZK egyszer használatos kuponokat hozott létre. A kuponokra a rubelek mellett volt szükség élelmiszerek vásárlásakor. 1992. január 10-én a karbovanec 1:1 arányban váltotta fel a rubelt, az ISO 4217 kódja UAK lett. A karbovanec hiperinflációja az egyre nagyobb bankjegyek kiadásához vezetett. Végül 1996-ban a karbovanect lecserélték a hrivnyára 100 000:1 arányban.
| 1991-es sorozat | 1991-es sorozat | 1991-es sorozat | 1991-es sorozat | 1991-es sorozat | 1991-es sorozat |
| Kép             | Kép             | Érték           | Fő szín         | Dátumok         | Dátumok         |
| Előlap          | Hátlap          | Érték           | Fő szín         | Első nyomtatás  | Kiadás          |
| --------------- | --------------- | --------------- | --------------- | --------------- | --------------- |
|                 |                 | 1               | barna           | 1991            | 1991            |
|                 |                 | 3               | zöld            | 1991            | 1991            |
|                 |                 | 5               | kék             | 1991            | 1991            |
|                 |                 | 10              | pink            | 1991            | 1991            |
|                 |                 | 25              | lila            | 1991            | 1991            |
|                 |                 | 50              | zöld            | 1991            | 1991            |
|                 |                 | 100             | barna           | 1991            | 1991            |

1993-ban kiadták az új 2 000 és 5 000 karbovaneces bankjegyeket. Ezek voltak az első olyaan bankjegyek, amelyeken szerepelt az ukrán címer. Ugyanebben az évben adták ki a 10 000, 20 000, 50 000 és 100 000 karbovanec értékű bankjegyeket, amelyek méretei nagyobbak voltak, és egy Vlagyimir-szobrot, valamint a kijevi operaházat ábrázolták. 1994-ben forgalomba helyezték a 200 000-es és 500 000-es bankjegyeket, majd 1995-ben az egymilliósat, amely a kijevi Tarasz Sevcsenko-szobrot ábrázolta.
| 1992-es sorozat | 1992-es sorozat | 1992-es sorozat | 1992-es sorozat | 1992-es sorozat | 1992-es sorozat |
| Kép             | Kép             | Érték           | Fő szín         | Dátumok         | Dátumok         |
| Előlap          | Hátlap          | Érték           | Fő szín         | Első nyomtatás  | Kiadás          |
| --------------- | --------------- | --------------- | --------------- | --------------- | --------------- |
|                 |                 | 100             | narancs         | 1992            | 1992            |
|                 |                 | 200             | barna           | 1992            | 1992            |
|                 |                 | 500             | cián            | 1992            | 1992            |
|                 |                 | 1 000           | piros           | 1992            | 1992            |
|                 |                 | 2 000           | kék             | 1993            | 1993            |
|                 |                 | 5 000           | piros           | 1993            | 1993            |
|                 |                 | 10 000          | zöld            | 1993            | 1993            |
|                 |                 | 20 000          | lila            | 1993            | 1993            |
|                 |                 | 50 000          | világosnarancs  | 1993            | 1993            |
|                 |                 | 100 000         | szürke          | 1993            | 1993            |
|                 |                 | 200 000         | barna           | 1994            | 1994            |
|                 |                 | 500 000         | kék             | 1994            | 1994            |
|                 |                 | 1 000 000       | barna           | 1995            | 1995            |